# 모함메드 샤하부딘
모함메드 샤하부딘(벵골어: মোহাম্মদ সাহাবুদ্দিন, 1949년 12월 10일~)은 방글라데시의 법학자, 공무원, 정치인으로 현재 방글라데시의 제17대 대통령이다. 그는 2023년 대통령 선거에서 여당인 아와미 연맹의 지명으로 무저항으로 당선되었다. 대통령직에 오르기 전, 그는 2011년부터 2016년까지 지역구 및 회기 판사와 부패방지위원회 위원을 역임했다.

## 어린 시절
샤하부딘은 1949년 12월 10일 파키스탄 자치령(현재의 방글라데시)의 파브나구의 사다르 우파질라의 시브람푸르 주빌리 탱크 지역에서 태어났다. 그의 부모님은 샤르푸딘 안사리와 하룬네사였다.

## 경력
샤하부딘은 1960년대 후반과 1970년대 초반 동안 아와미 연맹의 학생 지도자였다. 그는 차트라 연맹의 파브나 에드워드 칼리지 부대의 총무였고, 파브나 지구 차트라 연맹과 주보 연맹의 회장이었다. 그는 파브나구의 소집자였다. 그는 해방 전쟁에 자유 투사로 참여했다. 그는 지역 단위의 방글라데시 크리샤크 스라믹 아와미 연맹(BAKSAL)의 공동 비서와 아와미 연맹 지역 단위의 홍보 비서였다. 그는 1975년 셰이크 무지부르 라흐만이 암살된 후 3년 동안 수감되었다. 그는 2000년 아와미 연맹 정부에 의해 방글라데시 소총대장으로 임명된 A. L. M. 파즐루르 라만 소령에 의해 방글라데시 육군에 구금되어 고문을 당했다.

## 대통령직

### 선거
샤하부딘은 아와미 연맹 의회당에 의해 방글라데시의 대통령 후보로 지명되었다. 2023년 2월 12일, 그는 대통령 선거를 위해 선거관리위원회의 최고 선거관리관과 대통령 선거관리관에게 신청서를 제출했다. 샤하부딘은 그 후 가나반에서 셰이크 하시나 총리와 둘만의 사담을 열었다. 그의 지명은 야당인 자티야당의 환영을 받은 반면, 방글라데시 민족주의당은 그들의 관심을 표명했다. 2023년 2월 13일, 그는 반대하지 않아 공식적으로 22대 대통령으로 선출되었다. 그 결과는 카지 하비불 아왈 선거관리위원장에 의해 발표되었다.

### 취임 및 선서
샤하부딘은 2023년 4월 24일 방글라데시의 제17대 대통령으로 취임했다. 자티야 상사드 의장 시린 샤민 초두리가 선서를 주관했다. 셰이크 하시나 총리, 하산 포에즈 시디크 대법원장, 셰이크 레하나, 각료들, 그리고 다른 손님들이 국가 행사에 참석했다. 취임식이 끝난 후, 샤하부딘과 퇴임하는 압둘 하미드 대통령은 공식적으로 집무실의 책임을 바꾸는 의식의 일부로 자리를 바꾸었다. 샤하부딘과 시린 샤민 초두리 의장은 사무실의 선서 서류에 서명했다.